# Antonio Fois
Antonio Fois (Borore, 23 gennaio 1953 – Ventimiglia, 26 dicembre 1971) è stato un militare italiano, Carabiniere dell'Arma dei Carabinieri, insignito di Medaglia d'oro al valor militare alla memoria.
Si arruolò volontario nell'Arma nel 1970 e fu destinato dapprima alla Legione di Genova, poi alla Stazione di Spotorno e infine il 24 aprile del 1971 alla Stazione di Bevera di Ventimiglia. 